# Skala Ermolaeva
Die Skala Ermolaeva (englische Transkription von russisch скала Ермолаева Skala Ermolajewa) sind Felsvorsprünge im ostantarktischen Prinzessin-Elisabeth-Land. In den Grove Mountains ragen sie an der Nordwestseite des Mount Harding auf.
Russische Wissenschaftler benannten sie. Der weitere Benennungshintergrund ist nicht überliefert. Das Composite Gazetteer of Antarctica enthält zudem mit sehr ähnlichen Koordinaten einen Berg, den chinesische Wissenschaftler im Jahr 2000 Jing Feng (chinesisch 鯨峰 Walspitze) benannten, weil er sie an den Rücken eines Wals erinnerte.